# Marcados por el III Reich
Marcados por el III Reich (en alemán Nicht alle waren Mörder; traducción literal No todos eran asesinos) es una película alemana filmada para la televisión en 2006, basada en las experiencias de Michael Degen, que relató en 2002 en su libro homónimo. Dirigida por Jo Baier, se emitió el 1 de noviembre de 2006 en la ARD. La película ganó el premio Adolf Grimme en 2007.

## Contenido
Ambientada en la fecha de marzo de 1943. Como los vecinos de un edificio eran deportados por las SS, la judía Anna Degen y su hijo Michael, de once años de edad, huyen en el último minuto de la Gestapo. El padre de Michael falleció poco después de su puesta en libertad de Sachsenhausen. Una buena amiga, Lona, les consigue un lugar para alojarse en casa de Ludmilla Dimitrieff, una emigrante rusa. Michael y su madre tienen muchos problemas con la nueva situación.